# Fritz Pregl
Fritz Pregl o Friderik Pregl (Ljubljana, Imperi Austrohongarès 1869 - Graz, Àustria 1930) fou un químic i professor universitari austríac guardonat amb el Premi Nobel de Química l'any 1923.

## Biografia
Va néixer el 3 de setembre de 1869 a la ciutat de Ljubljana, en aquells moments part de l'Imperi Austrohongarès però que avui dia és la capital d'Eslovènia. Va estudiar química i histologia a la Universitat de Graz, i posteriorment fou nomenat professor auxiliar de química en la mateixa universitat. El 1910 fou nomenat professor titular a la Universitat d'Innsbruck, però el 1913 retornà a Graz per esdevenir director de l'Institut de Química Mèdica.
Va morir el 13 de desembre de 1930 a la ciutat austríaca de Graz.

## Recerca científica
Inicià la seva recerca en la constitució química dels àcids biliars dels animals i de l'home. Per a això va haver d'idear i desenvolupar mètodes de microanàlisi quantitatiu de substàncies orgàniques que li van valer la concessió del Premi Nobel de Química l'any 1923 i que van servir per a millorar la tècnica del tren de combustió per a l'anàlisi elemental.